# Polyptyque de l'église Santa Felicita
Le polyptyque de l'église Santa Felicita  (Madonna in trono con Bambino, quattro angeli e i santi Giacomo Maggiore, Giovanni Battista, Luca e Filippo e cimase con Profeti pour les ouvrages italiens) est une œuvre  polyptyque de Taddeo Gaddi datant de 1354 et placé dans la sacristie de l'église Santa Felicita de Florence en Oltrarno sur le passage du corridor de Vasari.

## Histoire
L’œuvre fut attribuée pour la première fois à Taddeo Gaddi en 1864 par Cavalcaselle qui la voit installée dans la sacristie de Santa Felicita. Le polyptyque est privé de la prédelle et de ses cuspides.
Selon Mirella Branca, la peinture peut être datée vraisemblablement de 1354. Pour comprendre comment était la charpenterie du tableau, on peut se référer à celle du polyptyque de Taddeo Gaddi à Pistoia (Église Saint-Jean-hors-les-murs – 1353) ; la charpenterie actuelle remonte au XIXe siècle (1843) et à l’origine n’était pas dorée, mais d’une couleur crème avec un liseré d’or pur.
Pour le moment, l’unique documentation relative au polyptyque est celle retrouvée par Maria Cristina Francois dans les archives historiques de Santa Felicita : l’œuvre était conservée par l’École des Clercs qui assuraient le service liturgique à Santa Felicita. En 1844, l’œuvre fut transférée dans l’église, après une restauration exécutée par le peintre Domenico del Podestà (1843). Elle fut placée dans la dernière chapelle à droite de la nef, dédiée à saint Jean-Baptiste (patronage de la famille Guidetti), sous le petit chœur qui, jusqu’à 1810, était l’ancien chœur du monastère des religieuses. Puis l’œuvre fut placée à une date inconnue dans la sacristie (peut être aux environs de 1863), lors de l’installation dans l’église du retable  Le Martyre des Macchabées de Antonio Ciseri. Diverses œuvres furent déplacées et le polyptyque fut cette fois restauré par Gaetano Bianchi.
Nous ne savons pas à partir de quand le polyptyque a fait partie de la décoration de l’École des Clercs. En fait, nous ne pouvons que faire des hypothèses sur sa provenance d’origine. Compte tenu de sa dimension, l’œuvre fut probablement conçue comme retable pour un maître-autel, certainement pas pour celui de Santa Felicita car dans ce polyptyque, il n’est pas question de cette sainte martyre, des Macchabées, de Saint Benoît ni de sa sœur sainte Scolastique. Rappelons-nous que le maître-autel était dans ces années sous le patronage du monastère bénédictin, annexé à cette église et dédié à Santa Felicita. De plus, nous savons que pendant toute la seconde moitié du XIVe siècle, la chapelle majeure était presque inutilisable en raison de graves dommages dans la toiture du-dessus. 

### La restauration
La restauration du polyptyque, qui a duré environ trois ans, fut exécutée par Daniele Rossi avec des techniques plus récentes comme la fluorescence aux ultra-violets (pour documenter l’étude préliminaire de l’œuvre et les interventions faits dans le temps), la réflectographie infrarouge (pour mettre en évidence les repentirs, les retouches, les dessins préparatoires), les tests immuno-enzymatiques (pour identifier la nature des substances protéiques contenues dans les couleurs, comme différents types de caséine, œuf, lait, etc.).
La précieuse orfèvrerie de saint Jean-Baptiste et de saint Philippe imite la technique des émaux translucides grâce à des laques transparentes étalées sur une feuille d’or. Mirella Branca suppose que Gaddi était proche du monde de la miniature. L’apposition de l’or était généralement exécutée par les doreurs avant que le peintre ne commence à travailler, puis ils procédaient au burinage, mais toujours sous la supervision du peintre. Enfin, d’après les analyses conduites, il résulte que Taddeo utilisait le lapis-lazuli, le carmin et le cinabre à l’état pur. Quant aux repentirs de l’artiste, il y en a quelques-uns dans l’auréole du panneau central, dans celle de saint Jean-Baptiste et un des deux anges au premier plan.
Une fois restaurée cette partie du chœur principal, un autre retable fut mis en place en  1395 : Le Couronnement de la Vierge par Spinello Aretino et ses aides, œuvre aujourd’hui à la Galleria dell’Accademia.

## Description

### Proposition de reconstruction graphique du polyptyque
1. Vierge à l'Enfant en majesté
2. Saint Jacques le Majeur
3. Saint Jean Baptiste
4. Sainte Lucie
5. Saint Philippe
6. Isaïe
7. Jérémie
8. Élie
9. Isaïe
10. Malachie
11. Jérémie
12. David
13. Jozias
14. Ézéchiel
15. Salomon

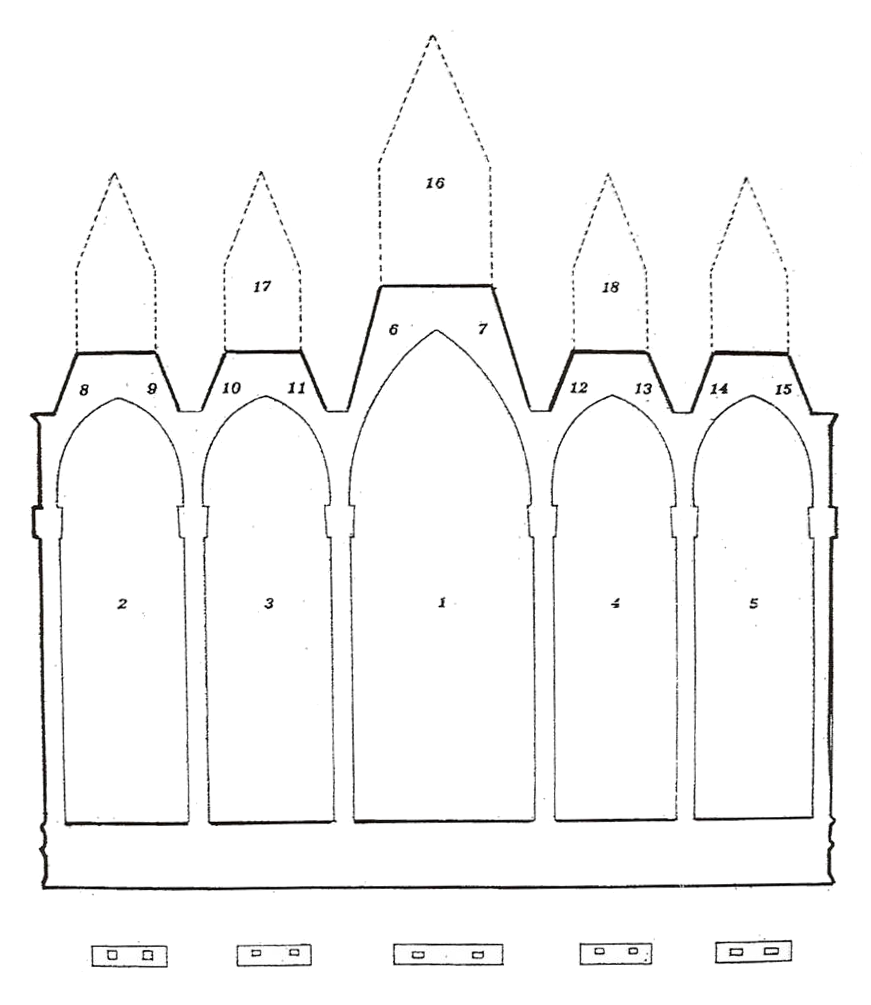
Schéma

16. Dieu le Père ou la Crucifixion (supposition)
17. Ange de l’Annonciation (supposition)
18. Vierge de l’Annonciation (supposition)

Mirella Branca a réalisé une lecture iconographique du polyptyque en analysant aussi les blasons. Le blason avec les trois cornes de chasse (guicciarde) se réfère à la famille Guicciardini qui exerçait le principal patronage dans cette église et qui à partir du milieu du XIVe siècle avait une chapelle dédiée à saint Luc (aujourd’hui la chapelle de Saint Louis, roi de France). L’autre blason, qui est divisé, se réfère à la famille Guidetti dans sa partie gauche et à la famille Gherardini della Rosa dans sa partie droite. Francesca Fiorelli-Malesci, en raison de la présence du blason Guicciardini, pense que le polyptyque peut être identifié avec « tabula magna lignea deaurata et imagine Beate Marie [sic] et aliorum sanctorum depicta » vu en 1575 par le Vicaire apostolique dans la chapelle  Saint-Luc.
Selon Mirella Branca, le prototype de cette œuvre est à rechercher dans la Vierge d'Ognissanti de Giotto (maître de Taddeo Gaddi). Les structures seraient proches de celles du même Taddeo à Santa Croce (chapelle Bardi, chapelle Baroncelli et sacristie). Les Quatre Vertus monochromes rappelleraient les sculptures du campanile, les panneaux dans le tabernacle de la Vierge à Orsanmichele, Les Vices et les Vertus de Giotto de la chapelle Scrovegni. Les tissus rappelleraient ceux des statues d’Andrea Orcagna à Orsanmichele.
Selon Johannes Tripps, ce polyptyque est caractéristique des années 1350, apogée de la carrière de Taddeo Gaddi, moment où l’artiste semblait revenir aux leçons de son grand maître Giotto et s’éloigner du langage artistique précédent légué plutôt par Bernardo Daddi. La composition des œuvres peintes par Taddeo dans ces années semble revenir à l’essentiel, en un certain sens plus « giottesque ».

### Motifs des tissus dans le polyptyque
Isabella Bigazzi, attentive spécialiste des tissus, de la mode et des broderies dans l’histoire des costumes, analyse cet aspect décoratif et iconographique du polyptyque. Il s’agit d’une Vierge en majesté, avec les attributs de la Regina Coeli (le trône salomonique avec les quatre Vertus, la couronne, l’anneau – aujourd’hui disparu – et le manteau de gloire) qui est en même temps figure de l’Église ; l’Enfant aussi, revêtu d’une lourde tunique impériale, a la gravité d’un souverain. Dans la Vierge et dans l’Enfant, naturellement se concentre toute la richesse décorative de la peinture.
Au XIVe siècle, les ateliers de peintres fournissaient aux marchands des modèles et cartons pour les broderies et les étoffes. À cause de cela on peut imaginer une relation étroite entre mode et peinture. Chaque artiste avait son style décoratif préféré et le répétait dans ses propres œuvres. Ici, comme ailleurs, Gaddi trace un thème décoratif avec un « S » stylisé (presque un petit dragon) sur la bordure du manteau posé sur la tête de la Vierge.
Les tissus peints par Gaddi ont en général des décorations géométriques parfaitement lisibles et ne montrent pas d’influences extrême-orientales comme on peut le vérifier chez d’autres artistes contemporains. La géométrie florale chère à l’artiste remonte en partie seulement à Giotto (son maître avait néanmoins tendance à imiter des tissus hispano-mauresques) et surtout d’un genre plus proche des marqueteries de marbre de l’époque et des décorations plus simples de Maso di Banco.
Les galons de ses vêtements sont habituellement d’une variété de motifs et de leurs dimensions, avec des éléments décoratifs qui reprennent sa forme préférée : le carré (petite croix de saint André, les carrés avec l’inscription de décorations, les petites fleurs à quatre pétales). Le galon de l’encolure de la Vierge (l’encolure dans cette œuvre est plus ample par rapport à ses premières peintures) encadre son visage par un galon enrichi à la mode de l’époque qui reproduit un ruban ou un galon brodé, identique par ailleurs à celui de l’Enfant.
Le genre des tissus choisis est typique de ceux de sa période plus tardive : couleurs brillantes, riche variété des décorations et une valeur technique bien plus complexe. La Vierge porte une veste de brocart d’or sur fond rouge qui correspond à un tissu de type héraldique, en soie travaillée or sur or. Les étoiles sur le manteau de la Vierge étaient à l’origine au nombre de trois : deux sur les épaules et une troisième au centre sur la tête, cette dernière étant ici cachée par la couronne. Ces étoiles représentent la virginité de Marie, avant, pendant et après la naissance de Jésus.
La veste impériale de l’Enfant est un hommage à celles peintes par Giotto. Mais le dessin répétitif de la fleur de lotus semble inspiré (toujours selon Isabella Bigazzi) des objets en argent sassanides. Le bord du vêtement est constitué d’un ruban poinçonné à pastille, comme un bijou. Aujourd’hui cette tunique semble plus foncée à cause du noircissement de la feuille d’argent qui fut posée sur la couleur pour mettre en valeur sa luminosité.

### Les textes associés aux tableaux
L’inscription sous la Vierge à l'Enfant se réfèrerait, selon Mirella Branca, à un verset « allelujatico » tiré du Liber usualis Romanus. L’inscription se lit ainsi :
« Post partum Virgo immacolata permanxisti Domini genitrix intercede pro nobis » (« Ô Vierge, demeurée Immaculée après la naissance de Jésus. Mère de Dieu intercédez pour nous »).
Les autres inscriptions sous chaque saint se rapportent à leur nom. De gauche à droite :
« Sanctus Jacobus Maior – Sanctus Johannes Baptista – Sanctus Lucas Evangelista – Sanctus Philippus Apostolus » (Saint Jacques le Majeur – Saint Jean-Baptiste – Saint Luc Evangéliste – Saint Philippe Apôtre).
Les phylactères présentés par les prophètes se référent pour chacun à l’image sainte placée en dessous et aussi à la cuspide correspondante ; mais les cuspides ont été perdues et on ne peut plus réaliser une lecture complète du tableau. Mirella Branca a en tout état de cause tenté de reconstruire idéalement les images dans les cuspides manquantes.
- Au-dessus de saint Jacques le Majeur, le prophète Elisée dit « Tolle baculum meum in manu tua et vade » (« prends mon bâton dans ta main et va ») 2R 4,29 et le prophète Isaïe dit « Ierusalem Evangelista dabo » (« je donnerai à Jérusalem un évangéliste ») Es 41,27.
- Au-dessus de saint Jean Baptiste, le prophète Malachie dit « Ecce micto [sic] Angelum Meum » (« voici que j’ envoie mon Ange ») (Ma 3,1 et le prophète Jérémie dit « Antequam exire sancto ventre santificavi » (« Avant que tu ne sortes du ventre de ta mère, je t’ai consacré ») Jr 1,5.
- Au-dessus de la Vierge, le prophète Jérémie dit une sentence qui en réalité n’est pas de lui mais d’Isaïe « Egredietur virga de radice Jesse » (« un surgeon jaillira de la racine de Jessé ») Es 11,1 et le prophète Isaïe dit « Virgo concipiet et pariet Filium » (« voici que la Vierge concevra et enfantera un fils ») Es 7,14.
- Au-dessus de saint Luc Evangéliste, le Roi David couronné dit « Placebit Domino super vitulum novellum » (« il plaira à Dieu plus qu’un jeune veau ») Ps 69,32 et Otias, un des chefs de Bétulie, dit « Benedicta es tu filia a Domino » (« bénie es-tu fille de Dieu ») Jdt 13,18.
- Au-dessus de saint Philippe Apôtre, le prophète Ezéchiel dit « Facies leonis a dextris ipsorum quattuor » (« tous les quatre avaient une face de lion à droite » en référence au Tétramorphe) (Ez 1,10 et le Roi David dit « Dabis servo tuo cor docile ut possit iu[dicare] » (« tu donneras à ton serviteur un cœur docile pour qu’il puisse juger ») 1R 3,9.